# Brassempouy
Brassempouy – miejscowość i gmina we Francji, w regionie Nowa Akwitania, w departamencie Landy.
Według danych na rok 1990 gminę zamieszkiwało 279 osób, a gęstość zaludnienia wynosiła 26 osób/km² (wśród 2290 gmin Akwitanii Brassempouy plasuje się na 901. miejscu pod względem liczby ludności, natomiast pod względem powierzchni na miejscu 1013.).
W położonej blisko miasta jaskini Grotte du Pape została znaleziona paleolityczna rzeźba zwana Wenus z Brassempouy.